# Turkuśnik czarnogrzbiety
Turkuśnik czarnogrzbiety (Irena cyanogastra) – gatunek średniej wielkości ptaka z rodziny turkuśników (Irenidae). Występuje endemicznie na Filipinach.

## Systematyka
Takson ten bywał dawniej łączony w jeden gatunek z blisko spokrewnionym turkuśnikiem indyjskim (I. puella). Wyróżniono cztery podgatunki I. cyanogastra:
- turkuśnik czarnogrzbiety (I. cyanogastra cyanogastra) – Luzon, Polillo i Catanduanes.
- turkuśnik samarski (I. cyanogastra ellae) – Bohol, Leyte i Samar.
- I. cyanogastra hoogstraali – Mindanao i Dinagat.
- turkuśnik czarnorzytny (I. cyanogastra melanochlamys) – Basilan.

## Charakterystyka
Długość ciała 23,3–27,5 cm; masa ciała samców 71–96,1 g, samic z podgatunku ellae 75,9–89,7 g, dwóch samców oraz czterech samic z podgatunku hoogstraali odpowiednio: 72 g oraz 76 g i 69,4–78,4 g. Ma dość duży, szary dziób, turkusowy wierzch głowy, kuper, pokrywy skrzydłowe i część lotek drugorzędowych. Cała reszta z wyjątkiem granatowego ogona czarna. Nogi są szare. Zamieszkuje tropikalne i subtropikalne lasy.

## Status
IUCN od 2012 roku uznaje turkuśnika czarnogrzbietego za gatunek bliski zagrożenia (NT, Near Threatened); wcześniej, od 1988 roku klasyfikowano go jako gatunek najmniejszej troski (LC, Least Concern). Liczebność populacji nie została oszacowana, ale ptak ten opisywany jest jako pospolity. Trend liczebności populacji uznawany jest za spadkowy. Głównym zagrożeniem dla gatunku jest postępujące wylesianie i degradacja siedlisk.